# 杜尚·波霍雷莱茨
杜尚·波霍雷莱茨（1972年11月20日—），斯洛伐克男子冰球运动员，场上位置是前锋。他曾代表斯洛伐克国家队参加1994年冬季奥林匹克运动会冰球比赛，获得第6名。